# ハンティントンパーク
ハンティントンパーク（Huntington Park）は、アメリカ合衆国カリフォルニア州のロサンゼルス郡にある都市。人口は5万4883人（2020年）。ダウンタウン・ロサンゼルスの南7キロメートルに位置している。

## 概要
ロサンゼルスの工業地域と隣接した労働者階級の街であり、低所得者が多い。2020年アメリカ合衆国国勢調査によると、市の人口の97パーセントはヒスパニックである。メインストリートのパシフィック・ブールバードには低価格を売りにする商店が並ぶ。

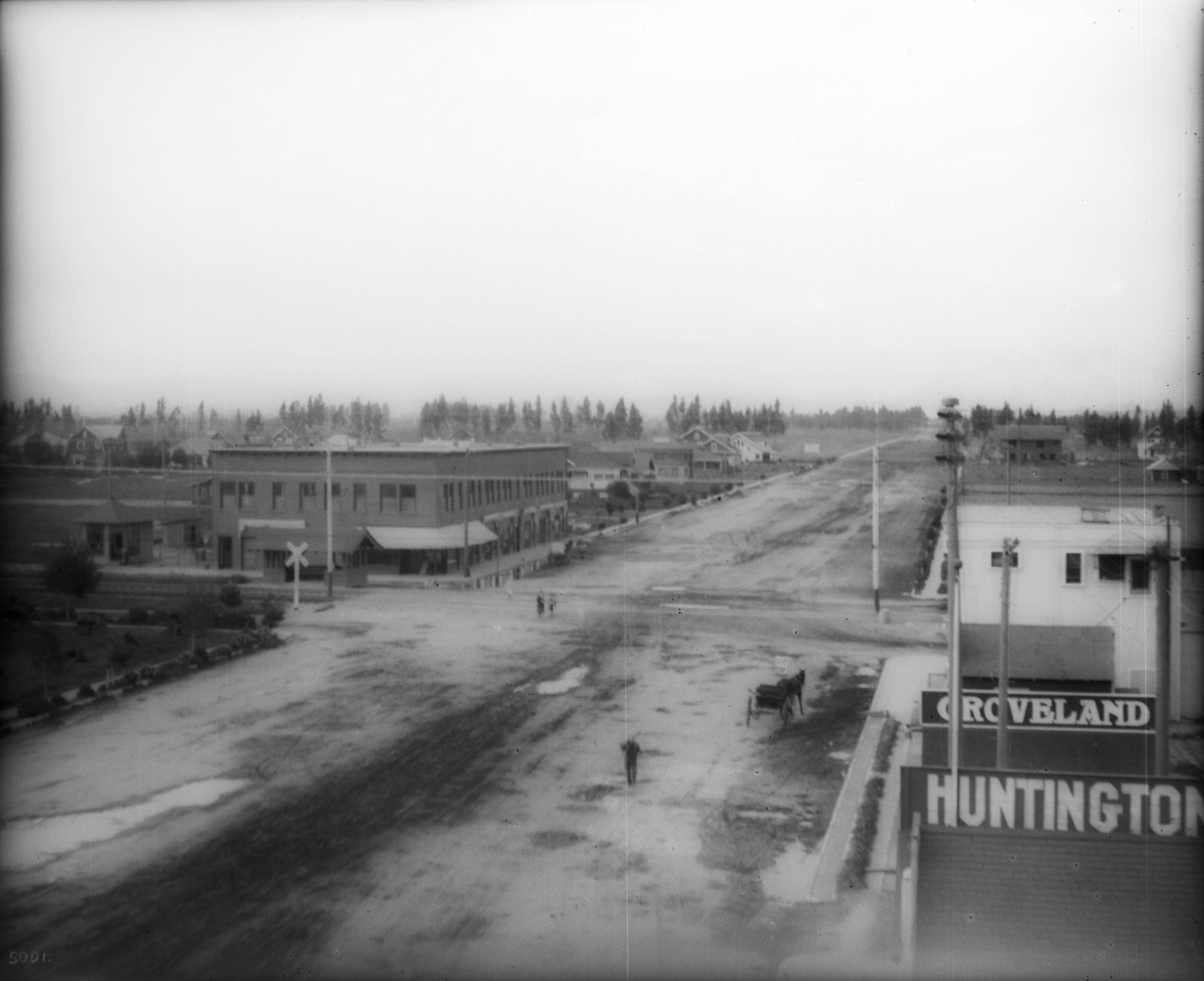
1907年のパシフィック・ブールバード